# Nitroplus
A Nitroplus (nitro+-ként stilizálva) egy japán visual novel számítógépes szoftverfejlesztő-cég. Számos visual novelt készítettek, köztük több erogét is. A Type-Moonnal közösen készítették el a Fate/Zero light novel sorozatot. A munkáik gyakran sötét témákat, mint a holtak újraélesztése vagy a gyilkosság vonultatnak fel. A cégnek Nitro+Chiral néven van egy alágazata, amely kizárólag jaoi visual novelleket készít.

## Munkáik
- Phantom of Inferno (2000. február 25.)
- Kjúkecu szenki Vjedogonia (2001. január 26.)
- Kikokugai: The Cyber Slayer (2002. március 29.)
- Hello, world. (2002. szeptember 27.)
- Zanma taiszei Demonbane (2003. április 25.)
- Szaja no uta (2003. december 26.)
- Phantom Integration (2004. szeptember 17.)
- Angelos Armas: Tensi no nicsó kendzsu (2005. január 28.)
- Dzsingai makjó (2005. június 24.)
- Hanacsiraszu (2005. szeptember 30.)
- Sabbat Nabe (2005. december 5.)
- Kisin hisó Demonbane (2006. május 26.)
- Gekkó no Carnevale (2007. január 26.)
- Bjószoku 5 Centimeter (2007. március 3.)
- Zoku szacuriku no Django: Dzsigoku no sókinkubi (2007. július 27.)
- Szumaga (2008. szeptember 26.)
- Szumaga Special (2009. június 26.)
- Full Metal Daemon: Muramasa (2009. október 30.)
- Axanael (2010. december 17.)
- SoniComi (2011. november 25.)
- Guilty Crown: Lost Christmas (TBA)

A 2007-es Comiketen Nitro+ Royale: Heroines Duel címmel jelentettek meg egy verekedős játékot.

### 5pb. x Nitro+
- Chaos;Head (2008. április 25.)
- Chaos;Head Noah (2009. február 26.February 26, 2009)
- Steins;Gate (2009. október 15.)
- Robotics;Notes (2012. június 28.)

### A Nitro+Chiral munkái
- Togainu no csi (2005. február 25.)
- Lamento: Beyond the Void (2006. november 10.)
- Sweet Pool (2008. december 19.)
- Dramatical Murder (2012. március 23.)

2008. január 25-én CHiRALmori címen jelentettek meg egy minijáték lemezt, amely a Togainu no csi és a Lamento szereplőinek csibi változatát vonultatja fel.